# Altenerding–Pfrombach-vasútvonal
Az Altenerding–Pfrombach-vasútvonal egy normál nyomtávolságú, nem villamosított egyvágányú vasútvonal Németországban, Bajorországban Altenerding és Pfrombach között. A vonal hossza 23 km. A vasutat a Közép-Isar-csatorna építéséhez üzemi vasútnak építették, majd később teher- és személyforgalomra használták. 1967-ben szűnt meg rajta a forgalom.